# Franck-Yves Escoffier
Pour les articles homonymes, voir Escoffier.
Franck-Yves Escoffier, né le 20 janvier 1957 à Neuilly-sur-Seine (Hauts-de-Seine), est un marin pêcheur, armateur à Saint-Malo, navigateur français, frère de Bob Escoffier, et père de Kevin Escoffier et Loïc Escoffier, navigateurs. Il est triple vainqueur de la Transat Jacques-Vabre et triple vainqueur de la Route du Rhum en multicoque 50 pieds.

## Palmarès
- 2011 : Transat Jacques-Vabre Abandon dans la catégorie multicoque sur Crêpes Whaou! 3 à la suite d'une blessure[2]

- 2009 : vainqueur de la Transat Jacques-Vabre avec Erwan Le Roux dans la catégorie multicoque 50 pieds sur Crêpes Whaou! 3 en 15 jours, 15 heures, 31 minutes et 50 secondes[3],[4]

- 2008 : vainqueur de la Transat Québec-Saint-Malo sur le trimaran 50 pieds Crêpes Whaou! 2[5]

- 2007 : vainqueur de la Transat Jacques-Vabre avec Karine Fauconnier sur Crêpes Whaou! 2[4]

- 2006 sur Crêpes Whaou! 2 :
  - vainqueur de la Route du Rhum en 11 j 17 h 28 min et 11 s[6]
  - détenteur du Record SNSM en multicoque 50 pieds en 1 j 3 h et 28 s[7]

- 2005 sur Crêpes Whaou! 2 :
  - détenteur du Record SNSM en multicoque 50 pieds en 1 j 8 h 29 min et 20 s[8]
  - vainqueur du Défi Petit Navire en catégorie multicoque 50 pieds avec une vitesse de 25,53 nœuds[9]
  - deuxième du Trophée des multicoque 50 pieds
  - vainqueur de la Transat Jacques-Vabre avec son fils Kevin[4]

- 2004 :
  - vainqueur de la Transat Québec-St Malo en multicoque 50 pieds
  - abandon lors de la Transat anglaise
  - vainqueur du Spi Ouest France

- 2003 :
  - 14e Trophée BPE (St Nazaire-Dakar)
  - 17e de la Solitaire Afflelou Le Figaro
  - 14e de la Générali Méditerranée
  - 13e du Tour de Bretagne

- 2002 : vainqueur de la Route du Rhum en multicoque 50 pieds en classe 2

- 2001 :
  - 3e du Spi Ouest France en Classe Figaro
  - vainqueur de l'Obélix Trophy en Classe Figaro
  - 10e du Tour de Bretagne en double en Classe Figaro
  - 2e de l'étape Porthmouth/Baltimore en monocoque 60 pieds

- 2000 :
  - 2e de la Transat Québec-Saint-Malo en multicoque 50 pieds en classe 2
  - 2e de la Transat Europe 1 New Man Star en multicoque 50 pieds (classe 2)
  - vainqueur du Spi Ouest France en Bénéteau 25

- 1998 : vainqueur de la Route du Rhum en multicoque 50 pieds en classe 2 et du championnat d’Europe en Bénéteau 25
- 1997 : vainqueur du Tour de France à la voile en catégorie amateur
- 1996 : vainqueur du Défi des Ports de pêche
- 1995 :
  - vainqueur du Défi des Ports de pêche
  - 20e de la Solitaire du Figaro
- 1994 : 15e Solitaire du Figaro
- 1993 : 15e Solitaire du Figaro
- 1992 : 4e Bizuth Solitaire du Figaro
- 1989 : vainqueur des Régates des Îles Chausey, de la « Jersey - Carteret » à l’aviron et de la « Guernesey - Cancale » à l’aviron
- 1975-1976 : participation au Triangle Atlantique : Saint-Malo - Le Cap - Rio de Janeiro - Portsmouth